# Nõmmerga
Nõmmerga − wieś w Estonii, w prowincji Hiuma, w gminie Käina.